# Oncidium cardiostigma
Oncidium cardiostigma är en orkidéart som beskrevs av Heinrich Gustav Reichenbach. Oncidium cardiostigma ingår i släktet Oncidium och familjen orkidéer. Inga underarter finns listade i Catalogue of Life.